# إرسكين كالدويل

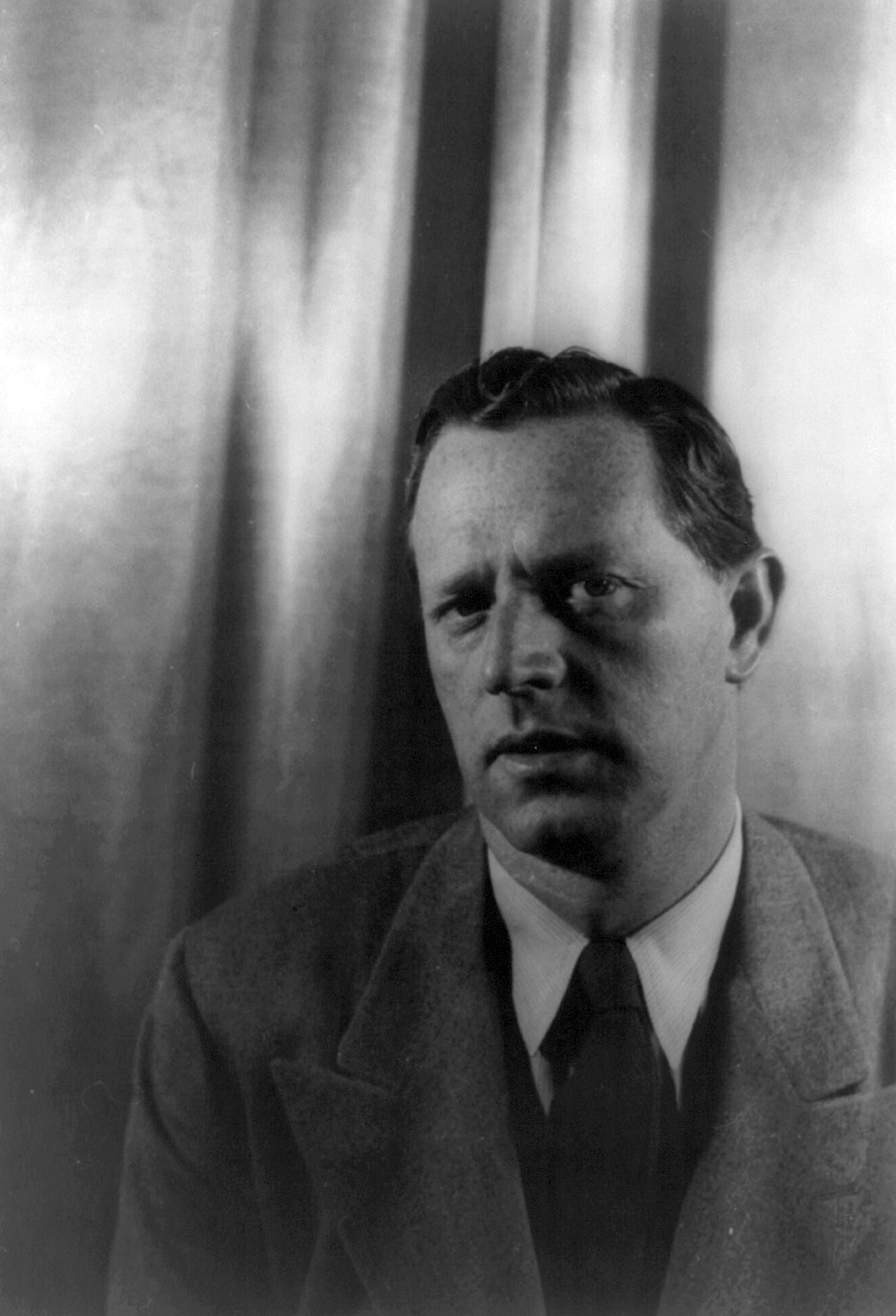
إرسكين كالدويل في عام 1938

إرسكين كالدويل (بالإنجليزية: Erskine Preston Caldwell) كاتب روائي أمريكي ولد في 17 كانون الأول عام 1903 في كاويتا بولاية فرجينيا. تخصص كالدويل بالكتابة عن وقائع الحياة الريفية لجنوب الولايات المتحدة.

## طفولته ونشأته
كان أبوه قسيساً لم يقدم لابنه شيئا يذكر. عاش كالدويل طفولة معذبة. قضى طفولته متنقلا بين عدة أعمال متواضعة. حتى بلغ الخامسة عشرة من عمره ليبدأ الدراسة بالمدرسة العليا في جيفرسون بولاية جورجيا. ولم يتوقف عن حياته العملية، فتنقل بين أعمال عدة منها: جامعا للقطن ونادلا وسائقا وحارسا ليليا في حانة. وطباخا وغير ذلك.
التحق عام 1922 بجامعة فرجينيا. وفي عام 1925 ترك كالدويل الجامعة والتحق بعمل في صحيفة (جورنال أتلانتا). وفي مدة عمله بين عامي 1925 ـ 1926 ولع بمتابعة الكاتبة فرانسيز نيومان، وراح يراقب تفاصيل كتابتها لروايتها «العذراء المحنكة»، فتصاعد هوسه في كتابة القصص القصيرة، وعاش تحولاً جديداً في حياته الكتابية.
وفي النصف الثاني من عام 1926 ترك العمل في الصحيفة. وكان قد كتب أكثر من أربعين قصة قصيرة، لم تلق اهتماما أو صدى ممن اطلع عليها.ووجد كالدويل نفسه في مواجهة التحول من كاتب لقصص ثانوية إلى رغبة ملحة تدفعه نحو الاحتراف. وجاء تركه العمل مغامرة كبيرة لصالح الكتابة. فعزل نفسه في «مين» للكتابة «وأرسل مجموعة من قصصه إلى عدد من الصحف والمجلات. بعد أن تنقل بين مين و» شارلوتزفيا«و» أجستا«و» بالتيمور«.تلقى عام 1927 ملاحظات من محرري الصحف حول قصصه التي أرسلها إليهم للنشر. وكان الرد الذي تلقاه عام 1929 من محرر سلسلة كتاب» نيو أميركان كارفان هي البداية عندما اخبر بالموافقة على نشر قصة له في الكتاب الدوري. وتوالت الردود من ماكسويل بيركنز رئيس تحرير المجلة الشهيرة «سكربنر» لينشر فيها مجموعة من قصصه التي تفرغ لكتابتها لشهور عدة. وراح يتحدى ظروفه في اختبار كتابة رواية وصولاً إلى عام 1931 عندما أصدر مجموعته القصصية «أرض أمريكية» (بالإنجليزية: American Earth) التي جوبهت بمواقف رافضة، حتى اعترف كالدويل بازدراء النقاد لكتابه.

## نجاحه وذيوع صيته
وفي عام 1932 انتهى من كتابة مسودة روايته «طريق التبغ» (بالإنجليزية: Tobacco Road) ونشرها. لم يتغير موقف النقاد منه أيضا. ويعتقد أن السبب في ذلك كونها رواية تتحدث عن حياة الجنوب الأمريكي الذي كتب عنه كالدويل عدة روايات. رغم ذلك، ذاعت شهرة كالدويل في الآفاق بعد الرواية الأخيرة، وتزاحمت دور النشر على خطف رواياته. حولت تلك الرواية إلى مسرحية ظلت تعرض أكثر من سبع سنوات، وكانت بذلك الأكثر عرضاً في تاريخ المسرح الأمريكي.
عمل كالدويل في السينما والإذاعة في الفترة ما بين 1933 و1943. وكان في كل مرة يعود إلى الكتابة غير نادم على أي شيء.
عاش كالدويل مآسي الحرب العالمية الثانية عندما كان مراسلاً صحفياً في الاتحاد السوفيتي. وكتب خلال تلك المرحلة «خارج الطريق إلى سمونكس»، ونشر عددا من القصص القصيرة، فضلاً عن مجموعة من كتب الرحلات. وسير ذاتية وأدبية.
نشر عام 1951 كتاب «اسمها خبرة» وهي سيرة أدبية تناولت أسلوبه وتفكيره غير المحترف في الكتابة.
كان مرشحاً للفوز بجائزة نوبل للآداب حتى عام 1960، وقد انتخب كالدويل في عام 1984 عضوا في الأكاديمية الأمريكية للآداب. وتوفي في 11 نيسان عام 1987 بوادي الجنة في أريزونا نتيجة إصابته بسرطان الرئة.

## مؤلفاته
كتب 25 رواية و150 قصة قصيرة إضافة إلى كتابين للقراء الصغار واثني عشر عملاً غير روائي. أهم رواياته:
- طريق التبغ. عام 1932،
- أرض الله الصغيرة. عام 1933،
- «شغب في تموز». عام 1940
- «أرض فاجعة». عام 1944،
- «يد الله الواثقة» 1947.
- «هذه الأرض نفسها». عام 1948.
- «مكان يدعى استرفيل». عام 1949.
- «حادث في بالميتو». 1950.
- ابن الحرام
- رفيق الرحلة
- متاعب في يوليو
- بيت في الأرض العالية
- الجانب الفكاهى
- مصباح لسقوط الليل
- الحب والمال

كتب كالدويل سيرته التأليفية في كتاب أسماه «اسمها تجربة» (بالإنجليزية: Call it Experience).

## اتجاهات كالدويل وميوله الجنوبية
كان ولاء كالد ويل لسكان الجنوب كبيرا وكان هذا الموقف 						معروفا بالنسبة لهؤلاء بوصفه مواليا لهم، إلى الحد الذي 						اعترضت فيه مارغريت ميتشل مؤلفة «ذهب مع الريح» وانتقدت 						كل من وليم فوكنر وكالدويل بسبب هذا الولاء للجنوب 						الأمريكي. ولقد بالغ الكثير من دارسي الأدب والنقاد فيما 						بعد في تصنيف موقع كالدويل، فقد وضعوه إلى جانب 						فيتزجرالد، وولف، وجون شتاينبك. بل ذهب فوكنر إلى أن 						كالد ويل أحد الروائيين الخمسة العظام في أميركا.
رشح كالد ويل لنيل جائزة نوبل للآداب باعتباره أكثر الكتاب 						مبيعا في العالم، أو انه أهم شخصية في تاريخ النشر 						الأمريكي.
مبيعات كتب كالدويل دفعت المكتبة الأمريكية الجديدة (بالإنجليزية: New American Library) إلى 						منحه الميدالية الذهبية للمكتبة الأمريكية الجديدة، ففي أواخر عام 1940 باع كالدويل كتباً أكثر من أي كاتب 						أمريكي آخر على الإطلاق في تاريخ أمريكا ولعدة سنوات. هذه الشعبية لم تكن دائما في صالح كالدويل، فشعبيته لدى 						القراء تحولت ضده في مسألة الإنجاز الأدبي. ولم ينل كالدويل من التكريمات أواخر حياته سوى انتخابه 						إلى جانب نورمان مايلر لمقاعد الأكاديمية الأمريكية للفنون، وكان مقعده إلى جانب ليليان هيلمان.

## روابط خارجية
- إرسكين كالدويل على موقع IMDb (الإنجليزية)
- إرسكين كالدويل على موقع الموسوعة البريطانية (الإنجليزية)
- إرسكين كالدويل على موقع مونزينجر (الألمانية)
- إرسكين كالدويل على موقع أول موفي (الإنجليزية)
- إرسكين كالدويل على موقع قاعدة بيانات برودواي على الإنترنت (الإنجليزية)
- إرسكين كالدويل على موقع قاعدة بيانات الأفلام السويدية (السويدية)
- إرسكين كالدويل على موقع قاعدة بيانات الفيلم (الإنجليزية)
- إرسكين كالدويل على موقع كينوبويسك (الروسية)